# Декстър (манипулатор за специални цели)
Декстър (на английски: Dextre), наричан още Сръчен манипулатор за специални цели (на английски: Special Purpose Dexterous Manipulator) е робот с две ръце или телеманипулатор, който е част от Мобилната обслужваща система на Международната космическа станция (МКС) като разширява функционалността ѝ, извършвайки част от дейностите, които иначе се извършват от космонавти по време на извънбордови дейности.

## Структура
Декстър представлява робот, състоящ се от рама и три изключително подвижни ръце, дълги по 3,35 метра всяка. Роботът се монтира като приставка на Канадарм2 и може да се върти на 360 градуса при „китката“, където е свръзката с Канадарм2. От двата края на тялото (рамата) на Декстър има активно и пасивно устройство за свързване с Канадарм2, което позволява на робота да бъде монтиран на която и да е точка на станцията, за която може да се закрепи и самата Канадарм2. В долния край на тялото на Декстър има две подвижни камери, платформа за закрепване на резервни части за МКС и три различни инструмента като накрайници за ръцете му.

## Инсталиране
Декстър е изстреляна на 11 март 2011 година на борда на совалката Индевър по време на мисия STS-123 заедно с други компоненти на МКС. Той е включен към електрическата и компютърна система на станцията на 14 март по време на първата космическа разходка за мисията. По време на второто излизане в космоса астронавтите сглобяват и монтират ръцете на Декстър. Декстър е напълно сглобен и инсталиран по време на третата космическа разходка на 18 март.

## Употреба
Декстър е използван за първи път рано сутринта на 4 февруари 2011 година, когато разопакова два от външните товари на ТКХ-II Контури 2, докато екипажът на станцията спи.